# 匠の蔵
「匠の蔵」（たくみのくら）とは、FNS九州沖縄ブロック及びFMQリーグで放送しているミニ番組。共に霧島酒造提供。本項では、テレビ・ラジオ両版「匠の蔵 HISTORY OF MEISTER」（たくみのくら ヒストリー　オブ　マイスター）、「匠の蔵 -創る人、聞く人、発する人-」（たくみのくら -つくるひと、きくひと、はっするひと-）及び2016年9月まで放送されていたラジオ版「匠の蔵〜Words of meister」（たくみのくら ワーズ・オブ・マイスター）について記載する。

## 概要
九州・沖縄にいながらにしてモノ作りを極めた人、誰も想像できない道を切り開いた人、周囲に影響力を及ぼし新たな価値を生み出す人を本番組では匠と呼び、九州の食や伝統工芸、地域文化の匠たちを訪ねる。
ラジオ版は「匠の蔵〜Words of meister」として2004年4月24日から開始、2016年9月までは同タイトルで放送された。テレビ版は2016年10月2日より開始。同時に、ラジオ版もテレビ版と同名タイトル「匠の蔵 -創る人、聞く人、発する人-」に変更された。2020年6月27日でいったん番組の放送は中断されたが、2022年4月2日より、出演者は同一でタイトルを「匠の蔵 HISTORY OF MEISTER」に改めて再スタートした。
テレビ西日本・サガテレビ・テレビ長崎・テレビ熊本・沖縄テレビ放送は2025年4月よりMr.サンデーの放送枠拡大に伴い21:47 - 21:50の放送に変更された（その他の局は変更無し）。

## 出演

### テレビ版
- 俵万智（俳人・旅人）
- ジョン・カビラ（ナレーション・提供読みも担当）

### ラジオ版
- 俵万智
- 山下晶（「花村勇作」名義で出演[2]）
- 酒瀬川真世（「成瀬薫」名義で出演[3]）

### テーマ音楽
- 葉加瀬太郎

## 放送時間
それぞれ放送時間の早い順から記載。

### テレビ版
テレビ版はTNCを制作局としてFNS九州沖縄8局ネットで放送。
| 放送対象地域 | 放送局                | 放送日時           | 備考   |
| ------------ | --------------------- | ------------------ | ------ |
| 福岡県       | テレビ西日本（TNC）   | 日曜 21:47 - 21:50 | 制作局 |
| 佐賀県       | サガテレビ（SAGA TV） | 日曜 21:47 - 21:50 |        |
| 長崎県       | テレビ長崎（KTN）     | 日曜 21:47 - 21:50 |        |
| 熊本県       | テレビ熊本（TKU）     | 日曜 21:47 - 21:50 |        |
| 沖縄県       | 沖縄テレビ（OTV）     | 日曜 21:47 - 21:50 |        |
| 大分県       | テレビ大分（TOS）     | 土曜 21:54 - 22:00 |        |
| 宮崎県       | テレビ宮崎（UMK）     | 月曜 22:54 - 22:58 |        |
| 鹿児島県     | 鹿児島テレビ（KTS）   | 月曜 22:54 - 23:00 |        |

### ラジオ版
ラジオ版はFM福岡をキーステーションに、FMQリーグ加盟各局（FM山口を除く） + FM沖縄で放送。 
全局、「radiko.jp」または「radikoプレミアム」で聴取可能。
| 放送対象地域 | 放送局                 | 放送時間           | 備考   |
| ------------ | ---------------------- | ------------------ | ------ |
| 福岡県       | エフエム福岡（FM福岡） | 土曜 18:00 - 18:15 | 制作局 |
| 宮崎県       | エフエム宮崎（JOY FM） | 土曜 19:00 - 19:15 |        |
| 熊本県       | エフエム熊本（FMK）    | 土曜 19:00 - 19:15 |        |
| 佐賀県       | エフエム佐賀（FMS）    | 土曜 19:30 - 19:45 |        |
| 鹿児島県     | エフエム鹿児島（μFM）  | 土曜 20:00 - 20:15 |        |
| 沖縄県       | エフエム沖縄（FM沖縄） | 土曜 20:25 - 20:40 |        |
| 大分県       | エフエム大分（FM大分） | 土曜 20:30 - 20:45 |        |
| 長崎県       | エフエム長崎（FM長崎） | 土曜 20:30 - 20:45 |        |